# Niletto
Niletto, de son vrai nom Danil Sergueïevitch Prytkov (en russe : Дани́л Серге́евич Прытко́в) est un chanteur et danseur russe né le 1er octobre 1991 à Tioumen,.

## Biographie
Danil Sergueïevitch Prytkov est né le 1er octobre 1991 à Tioumen où il grandit avec ses parents, Svetlana et Sergueï, et ses deux sœurs ainées,. Pendant son enfance, il a brièvement habité à Perm. À ses 7 ans sa famille s'installe à Ekaterinbourg et il rentre 2 ans plus tard dans une école de danse,,,,.
Par la suite, il entre à l'Université forestière d'État de l'Oural mais abandonne après la troisième année. Il travaille ensuite en tant que professeur de danse et ouvrier du bâtiment puis s'installe à Moscou en 2018,.

### Carrière
Avec son ami Andrey Ali, Niletto fonde un groupe dans lequel il se produit sous le nom de "Danila Husky" .
En 2018, il participe à l'émission New Star, sans atteindre la finale. Par la suite, il rejoint la première saison de l'émission Songs. Un an plus tard, il participera à la deuxième saison, rejoignant l'équipe de Timati.
Le 22 novembre 2019, il sort le clip vidéo de son titre Lyubimka qui gagne plus de 500 000 vues sur YouTube dans la journée. La chanson sera incluse dans le top 10 des chansons les plus populaires sur VKontakte et décrochera la première place dans la sélection Apple Music, .
Le 16 mai 2020, Niletto se produit au VK Fest ,.
Le 22 mai, il sort le morceau Fly 2 avec la chanteuse Zivert,.
Le 10 juin, il sort la chanson Crash avec Klava Koka,. Le titre entre immédiatement dans les tendances Youtube et est classé parmi les chansons les plus populaires sur VKontakte et Apple Music.
Le 8 novembre, Niletto est lauréat du "Meilleur interprète selon MTV Russie" aux MTV Europe Music Awards 2020,.

### Polémiques
Le 6 juin 2020, Niletto publie un article sur son blog dans lequel il appelle ses abonnés à voter des amendements à la Constitution, ce qui provoque une vague d'indignation parmi les fans et les médias,. Le chanteur supprime plus tard la vidéo, qui s'est avérée faire partie de l'émission Comment Out,.

## Filmographie
- 2017 - Бойцовая воля (Volonté de combat)

## Discographie

### Mini-albums
| Nom              | Détails                                                                                          |
| ---------------- | ------------------------------------------------------------------------------------------------ |
| Hentaï           | - Date de sortie : 29 juin 2018 - Label : Soyuz Music - Format : diffusion numérique             |
| And There We Go  | - Date de sortie : 7 septembre 2018 - Label : Soyuz Music - Format : diffusion numérique         |
| Ляля             | - Date de sortie : 6 novembre 2018 - Label : Zion Music - Format : diffusion numérique           |
| Голос черновиков | - Date de sortie : 18 janvier 2019 - Label : Zion Music / NILETTO - Format : diffusion numérique |
| Простым          | - Date de sortie : 26 mars 2020 - Label : Zion Music / NILETTO - Format : diffusion numérique    |

### Singles

#### En tant qu'interprète principal
| Année | Titre                                      | Meilleures positions dans les charts | Meilleures positions dans les charts | Meilleures positions dans les charts |
| Année | Titre                                      | Top Radio & YouTube Hits             | Top Radio Hits                       | Top YouTube Hits                     |
| ----- | ------------------------------------------ | ------------------------------------ | ------------------------------------ | ------------------------------------ |
| 2017  | ДЫН                                        | —                                    | —                                    | —                                    |
| 2018  | Осколки (Avec Andrey Ali)                  | —                                    | —                                    | —                                    |
| 2018  | Остаться (Avec SLIMUS)                     | —                                    | —                                    | —                                    |
| 2018  | Эвтаназия души                             | —                                    | —                                    | —                                    |
| 2018  | Сердце танцует                             | —                                    | —                                    | —                                    |
| 2018  | Дети элиты                                 | —                                    | —                                    | —                                    |
| 2018  | And There We Go (Leo Kot Drums Mix)        | —                                    | —                                    | —                                    |
| 2018  | And There We Go                            | —                                    | —                                    | —                                    |
| 2018  | Веретено (Avec Та Сторона)                 | —                                    | —                                    | —                                    |
| 2019  | Куртка на двоих                            | —                                    | —                                    | —                                    |
| 2019  | Гучи (Avec Зелимхан)                       | —                                    | —                                    | —                                    |
| 2019  | Любимка                                    | 1                                    | 3                                    | 1                                    |
| 2019  | Куртка на двоих (Happy Deny Remix)         | —                                    | —                                    | —                                    |
| 2019  | Ай (Avec Bittuev)                          | —                                    | —                                    | —                                    |
| 2019  | Веретено                                   | —                                    | —                                    | —                                    |
| 2019  | Любимка (Lavrushkin & Xeigen Remix)        | —                                    | —                                    | —                                    |
| 2019  | Ай (Remixes)                               | —                                    | —                                    | —                                    |
| 2019  | Грустный смайл                             | —                                    | —                                    | —                                    |
| 2019  | Сигнальные огни                            | —                                    | —                                    | —                                    |
| 2019  | Довела (Avec. Bittuev)                     | 607                                  | —                                    | 63                                   |
| 2019  | Повезёт                                    | 284                                  | 668                                  | 32                                   |
| 2020  | Ты такая красивая                          | 28                                   | 43                                   | 20                                   |
| 2020  | Платить за дружбу не нужно                 | 182                                  | —                                    | 34                                   |
| 2020  | Краш (Avec Klava Koka)                     | 1                                    | 26                                   | 1                                    |
| 2020  | Молодым                                    | 152                                  | 874                                  | 45                                   |
| 2020  | Если тебе будет грустно (Avec Rauf & Faik) | 4                                    | 27                                   | 3                                    |
| 2020  | В мире людей                               | 198                                  | —                                    | 39                                   |
| 2020  | Дай мне                                    | 198                                  | 555                                  | 65                                   |
| 2020  | невывоЗИМАя                                | —                                    | —                                    | —                                    |
| 2021  | Время отпусти меня (Avec Niti May & ZippO) | —                                    | —                                    | —                                    |
| 2021  | Не люблю? (Avec Анет Сай)                  | —                                    | —                                    | —                                    |
| 2021  | Someone like you                           | —                                    | —                                    | —                                    |

#### Collaboration
| Année | Titre | Artiste        | Album |
| ----- | ----- | -------------- | ----- |
| 2020  | Fly 2 | Zivert         |       |
| 2020  | Hello | Пламли & Споти | Супер |

### Autres chansons dans les charts
| Année              | Titre | Meilleures positions dans les charts | Meilleures positions dans les charts | Meilleures positions dans les charts | Album |
| Année              | Titre | TopRadio &YouTubeHits,               | TopRadioHits                         | TopYouTubeHits,                      | Album |
| ------------------ | ----- | ------------------------------------ | ------------------------------------ | ------------------------------------ | ----- |
| 2020               |       |                                      |                                      |                                      |       |
| Я стану простым    | 556   | -                                    | 70                                   | Простым                              |       |
| Сирень             | 66    | -                                    | 27                                   | Простым                              |       |
| Я останусь простым | 328   | 358                                  | -                                    | Простым                              |       |

### Clips vidéos
- 2019 : Любимка
- 2021 : Someone like you

| Année | Nom                                                | Album   |
| ----- | -------------------------------------------------- | ------- |
| 2019  | Куртка на двоих                                    |         |
| 2019  | Довела (Avec Bittuev)                              |         |
| 2019  | Любимка                                            |         |
| 2020  | Ты такая красивая                                  |         |
| 2020  | Платить за дружбу не нужно (mood video)            | Простым |
| 2020  | Fly 2 (mood video) (Avec Zivert)                   |         |
| 2020  | Краш (Aveс Klava Koka)                             |         |
| 2020  | Молодым                                            |         |
| 2020  | Ты такая красивая (romantic edition)               |         |
| 2020  | Дай мне (mood video)                               |         |
| 2020  | Если тебе будет грустно (video) (Avec Rauf & Faik) |         |
| 2021  | Не люблю? (Aveс Anet Sai)                          |         |
| 2021  | невывоЗИМАя                                        |         |
| 2021  | Someone like you                                   |         |

## Récompenses et nominations
| Année | Titre                    | Résultat   | Résultat |
| ----- | ------------------------ | ---------- | -------- |
| 2020  | Премия OK                | Lauréat    | ,        |
| 2020  | MTV Europe Music Awards  | Lauréat    | [ 31 ]   |
| 2020  | Golden Gramophone Award  | Lauréat    | [ 32 ]   |
| 2021  | Top Hit Music Awards     | Lauréat    | [ 33 ]   |
| 2021  | Prix RU.TV               | Lauréat    | [ 34 ]   |
| 2021  | Muz-TV Music Awards 2021 | Lauréat    |          |
| 2021  | Muz-TV Music Awards 2021 | Nomination |          |
| 2021  | Muz-TV Music Awards 2021 | Nomination |          |